# 부정 응답
부정 응답(Negative Acknowledgement)은 네트워크 기기 간에 데이터를 주고 받았을 때, 수신 장비가 기대하는 데이터가 도착하지 않았을 때 보내는 신호이다. 그 반대로 ACK(Acknowledgement) 수신 장비에서 데이터를 잘 도착하였을 때 보내는 신호이다.

### 축약어
NAK,NACK

### 멀티캐스트에서 NAK 사용의 예
1. 데이터를 멀티캐스트로 보내는 컴퓨터(S)와 보낸 데이터를 수신하는 컴퓨터들(r1, r2,..., ri)가 있다고 가정한다.
2. S는 데이터는 순차적으로 증가하는 일련번호를 가지고(d1,d2,d3,...di)로 보낸다.
3. 수신하는 컴퓨터들은 순차적으로 증가하는 일련번로를 가진 데이터를 수신할 것을 기대한다.
4. r2는 데이터 d1,d2,d4를 수신한다.
5. r2는 d3가 누락되었음을 인식한다.
6. r2는 NAK을 S에게 보내다.
  1. 일정시간동안 NAK에 대한 응답이 없으면 다시 S에게 NAK을 보낸다.
7. S는 NAK이 수신하고 d3를 재 전송한다.